# Zamienice
Zamienice (niem. Samitz) – wieś w Polsce, położona w województwie dolnośląskim, w powiecie legnickim, w gminie Chojnów.
W latach 1975–1998 wieś administracyjnie należała do województwa legnickiego.

## Integralne części wsi
| SIMC    | Nazwa    | Rodzaj  |
| ------- | -------- | ------- |
| 0363642 | Dębrzyna | kolonia |

## Historia
W dokumencie z 1492 nazwę wsi zapisano jako Samicz, według tradycji założycielami byli templariusze, którym przypisuje się również budowę pierwszego kościoła. W 1305 Zamienice należały do biskupów wrocławskich, miejsce wydobycia rud darniowych.

## Zabytki
Do wojewódzkiego rejestru zabytków wpisane są:
- kościół ewangelicki, obecnie rzymskokatolicki kościół Wniebowzięcia NMP, filialny parafii w Rokitkach, z XIV w., przebudowany w 1617-1618 i w drugiej połowie XIX w. Budowla orientowana, murowana, jednonawowa z wieżą od zachodu. Wewnątrz empory i okazałe płyty nagrobne oraz sarkofag hrabiego Erdmana von Promnitza (1680–1704) z herbami von Promnitz i Redern, postawiony przez jego matkę Helenę Sigunę Charlottę von Redern (zm. 1660), żonę Heinricha von Promnitza-Kreppelhofa (1638-1693)[8][9][10].
- park, z XVIII-XIX w.
- aleja dębowa.

## Wspólnoty wyznaniowe
- Kościół greckokatolicki:
  - parafia Narodzenia św. Jana Chrzciciela (cerkiew Narodzenia św. Jana Chrzciciela)[11]

- Kościół rzymskokatolicki:

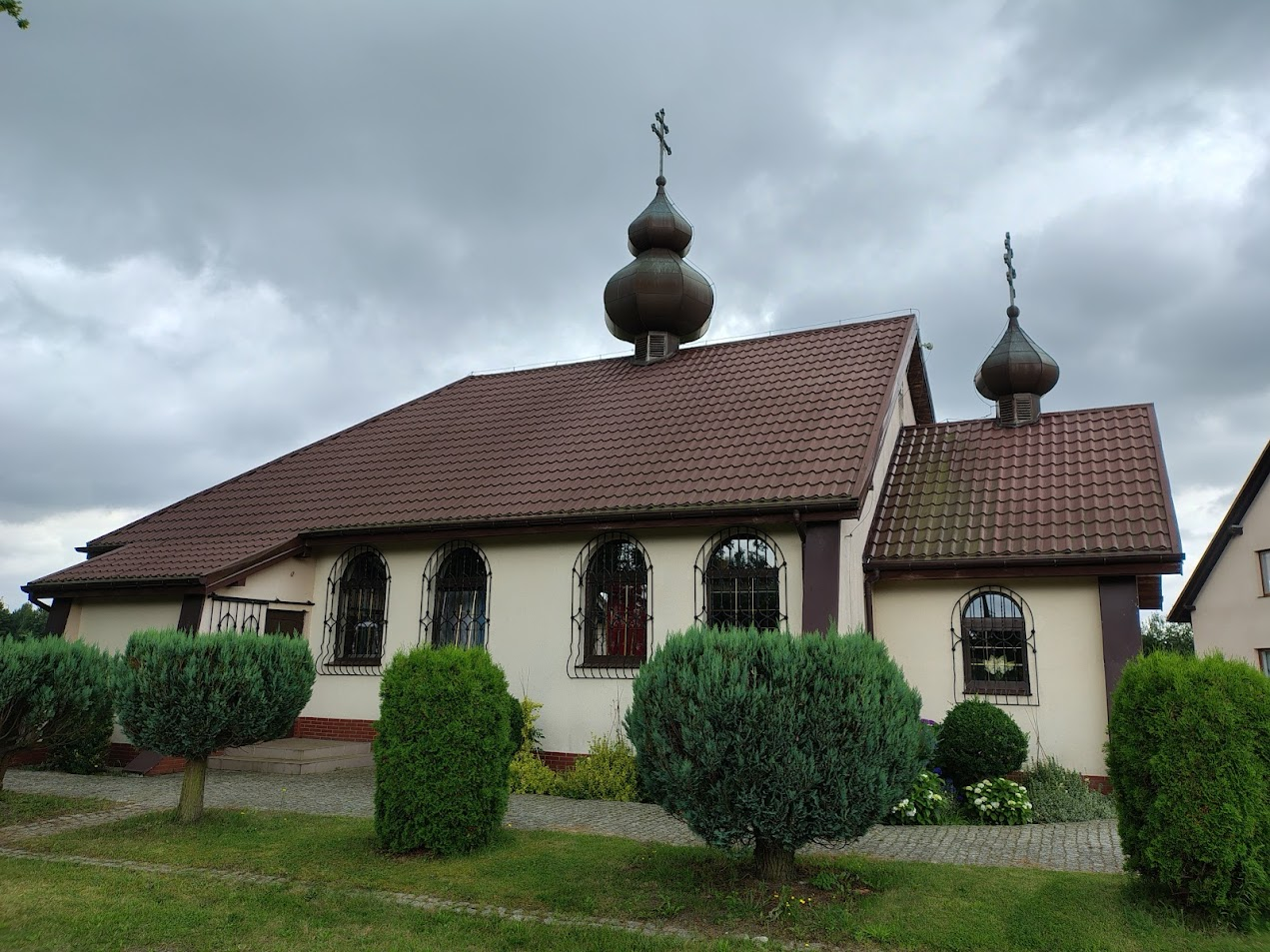
cerkiew grecko-katolicka Narodzenia św. Jana Chrzciciela

  - kościół filialny Wniebowzięcia Najświętszej Marii Panny w Zamienicach, należący do parafii Matki Bożej Częstochowskiej w Rokitkach[12][13]

## Znane osoby związane z Zamienicami
- Johann Wilhelm Ritter (1776–1810) – urodzony w Zamienicach, niemiecki fizyk, odkrywca ultrafioletu.